# Кайта

34°22′20″ пн. ш. 132°32′10″ сх. д. / 34.37222° пн. ш. 132.53611° сх. д.
Ка́йта (яп. 海田町, かいたちょう, МФА: [kai̯ta t͡ɕoː]) — містечко в Японії, у повіті Акі префектури Хіросіма. Засноване 30 вересня 1956 року.　Станом на 1 жовтня 2007 площа містечка становила 13,81 км². Станом на 1 червня 2011 населення містечка становило 28 427 осіб.